# 日出生台
日出生台（ひじゅうだい）は、大分県由布市湯布院町、玖珠郡玖珠町、九重町、宇佐市にかけて広がる台地・高原。

## 概要
日出生台は、大分県中部の由布市（旧湯布院町）、玖珠町、九重町、宇佐市にまたがり、東西約8km、南北約4kmにわたって広がる標高600 - 800mの溶岩台地で、周囲は、東に日向山（859m）、立石山（1,070m）、南に平家山（1,023m）、カルト山（1,034m）、兜山（1,016m）、福万山（1,235.9m）、北に横田山（806m）、人見岳（920.9m）などの山々に囲まれている。

## 日出生台演習場
日出生台の中央部には、陸上自衛隊の日出生台演習場がある。東西約15km、南北約5kmにわたり、総面積は約4,900haに及ぶ西日本最大の演習場である。
1899年に旧日本陸軍が仮想敵地戦場である満州に似ているという環境からこの地域を接収し、演習を行ったのがこの演習場のはじまりである。これによって、住民は立ち退かされたが、その反面、陸軍によってほとんどはげ山であった周囲の山に大規模な植林が行われ、日出生台の緑化が進んだ。
第二次世界大戦後の1946年には米軍が駐留し、その後、陸上自衛隊の演習場となった。1997年に、米海兵隊の実弾砲撃演習が沖縄県のキャンプ・ハンセンから移転している。